# Allenstown House
Allenstown House war ein großes Landhaus im Dorf Allenstown zwischen Navan und Kells im irischen County Meath.

## Geschichte
William Waller ließ das vierstöckige Haus mit fünf Jochen um 1750 im georgianischen Stil errichten.
Der letzte Besitzer war Vizeadmiral Arthur William Craig, der den Familiennamen „Craig-Waller“ annahm, als er 1920 das Anwesen von einem entfernten Verwandten erbte. Ende der 1930er-Jahre kaufte die Irish Land Commission das Anwesen mit Landhaus. Das Gelände wurde aufgeteilt und die Flurstücke einzeln verkauft. Das Haus wurde, obwohl von architektonischer und geschichtlicher Bedeutung, im Jahre 1938 trotz einiger Widerstände abgerissen.